# عرقون كبير الأزهار
عرقون كبير الأزهار (الاسم العلمي:Euphrasia grandiflora) هو نوع من النباتات يتبع جنس العرقون من الفصيلة الهالوكية.